# كليمنتينا سواريز
كليمنتينا سواريز (بالإسبانية: Clementina Suárez)‏ (1902 - 1991)، هي شاعرة وكاتبة من الهندوراس، تعد سواريس من أشهر كاتبات أمريكا الاتينية، وهي شاعرة مبدعة، كثيرا ماقورنت بالشاعرة التشيلية جابرييلا ميسترال والاخيرة أول سيدة تحصل على جائزة نوبل للاداب الناطقة بالاسبانية.

## وفاتها
توفيت شنة 1991 إثر هجوم تعرضت له في الرواق الفني الذي تمتلكه في مدينة تيغوسيغالبا.